# Національний парк Мупа
Мупа (англ. Mupa National Park) — національний парк Анголи. Парк розташований у басейнах річок Calongo і Cuvelai, крім того на території парку міститься декілька дрібних озер, які, втім не роблять особливого впливу. Висота над рівнем моря досягає 1150 м. Площа парку складає 6600 км².
Парк розташований в замбезійському фітогеографічному регіоні. На його території переважають рослини родів Brachestegia і Julbernardia, а також вид мопане.
На території парку мешкає 66 видів ссавців, 24 види земноводних і 29 видів плазунів. Серед ссавців зустрічаються імпала (Aepyceros melampus petersi), лев, ангольський еполетовий крилан (Epomophorus angolensis). Спостереження на межах парку показують, що в ньому мешкає не менше 182 видів птахів, в основному в замбезійському рідколіссі. На берегах річок зустрічається і, можливо, гніздиться рідкісний вид сережчатий журавель, а на озерах — не менше 21 виду водоплавних птахів. Крім того, в парку мешкають червоноплечий блискучий шпак (Lamprotornis nitens), сталевий блискучий шпак (Lamprotornis chalybaeus), клинохвостий блискучий шпак (Lamprotornis acuticaudus). Фахівці BirdLife International вважають, що по території парку проходить міграція водоплавних птахів.
З 1938 року на території парку здійснюється охорона Giraffa camelopardalis angolensis, ангольського підвиду жирафи. У 1964 році територія отримала статус національного парку, проте на початку 1970-х жирафи були майже повністю винищені. Нині популяція жирафів дуже нечисленна.

## Ресурси Інтернету
- National Park Mupa National Park[недоступне посилання з липня 2019] // protectedplanet.net